# Europäisches Netzwerk Erinnerung und Solidarität
Das Europäische Netzwerk Erinnerung und Solidarität (European Network Remembrance and Solidarity – ENRS) wurde 2005 von den Kulturministern Deutschlands, Polens, der Slowakei und Ungarns gegründet. Im Jahr 2014 schloss sich Rumänien an. Aufgabe des Netzwerks ist die Erforschung, Dokumentation und Verbreitung der Geschichte und der Erinnerungsdiskurse des 20. Jahrhunderts in Europa. Die inhaltlichen Schwerpunkte liegen auf den Perioden der Diktaturen und Kriege sowie dem gesellschaftlichen Aufbegehren gegen Unfreiheit. Seit 2010 werden die Aktivitäten des Netzwerks vom Sekretariat des ENRS mit Sitz in Warschau koordiniert, als dessen Direktor der polnische Diplomat Rafał Rogulski fungiert.
In Zusammenarbeit mit internationaler Institutionen und Experten konnte das Netzwerk bereits zahlreiche Forschungs-, Kultur- und Bildungsprojekte umsetzen.

## Idee und Ziele
- Das Europäische Netzwerk Erinnerung und Solidarität hat die Erforschung, Vertiefung, Verbreitung und Dokumentation der Geschichte des 20. Jahrhunderts zum Ziel. Ein Zeitalter, das von Kriegen, Diktaturen und Totalitarismen geprägt war, deren Ursachen, Verläufe und Folgen insbesondere im Hinblick auf Phänomene wie Gewalt und Widerstand es zu untersuchen gilt. In seinen Aktivitäten strebt das Netzwerk danach, dass die von ihm ins Werk gesetzte bzw. geförderte historische Narration, auf neuesten wissenschaftlichen Kenntnissen basiert.

- Aufgabe Netzwerkes ist es, den Verständigungsprozess über die Geschichte des 20. Jahrhunderts durch einen Austausch über historische Fakten und verschiedenartige Geschichtsbilder zu unterstützen. Auf diese Weise möchte das Netzwerk eine Form solidarischer Verbundenheit zwischen den Ländern befördern und eine Reflexion über die Ereignisse des vergangenen Jahrhunderts anregen.

- Das Netzwerk verfolgt seine Ziele in Zusammenarbeit mit internationalen Partnern. Im Falle einiger Projekte ist das Netzwerk selbst Ideengeber und Hauptveranstalter, bei anderen Vorhaben unterstützt es Partnerinstitutionen inhaltlich wie finanziell. Die internationalen Gremien des Netzwerks entscheiden über sämtliche Programme.

- Das Netzwerk organisiert Konferenzen, Symposien und Workshops, bereitet wissenschaftliche Publikationen vor und betreut die Übersetzung von Werken, insbesondere jenen, die die eingangs skizzierten Aspekte der Geschichte des 20. Jahrhunderts umfassen und einem internationalen Leserkreis bekannt gemacht werden sollten. Zu den Aufgaben des Netzwerks gehört ferner die Verbreitung von historischem Wissen für einen nicht nur professionellen Interessentenkreis unter anderem mit Hilfe von Ausstellungen und der Produktion von Filmen zu historischen Themen.

## Gremien

### Lenkungsausschuss
Das höchste Entscheidungsgremium ist das Entscheidungsgremium. Für dieses Gremium wurden Koordinatoren durch die jeweiligen Kulturministerien (bzw. entsprechenden staatlichen Institutionen) nominiert. In der Regel entsendet jedes Land einen Repräsentanten, in Ausnahmefällen sind es zwei Personen, wobei pro Land nur eine Person stimmberechtigt ist. Der Lenkungsausschuss entscheidet über die Strategie und die vom Netzwerk umgesetzten Projekte.
Mitglieder:
- Jan Rydel (Polen) – Vorsitzender
- Andrea Kluknavská (die Slowakei)
- Réka Földváryné Kiss (Ungarn)
- Matthias Weber (Deutschland)
- Florin Abraham (Rumänien)

## Kuratorium
Das Kuratorium ist ein Beratungsgremium, das sich aus Persönlichkeiten der Wissenschaft, Kultur und Politik zusammensetzt. Mitwirkende sind Vertreter aus den Mitgliedsländern sowie jenen Staaten, die am Aufbau des Netzwerks mitwirken, ohne bereits Mitglied zu sein. Zu den wesentlichen Aufgaben des Kuratorium gehören die Beratung des Netzwerks bei dessen mittel- und langfristigen Entwicklung sowie seine Repräsentation nach außen, in ausgewählten Ländern sowie bei internationalen Foren.
Mitglieder:
- Markus Meckel (Deutschland) – Vorsitzender
- Ján Budaj (die Slowakei)
- Stephan Eisel (Deutschland)
- Josef Höchtl (Österreich)
- Mihail E. Ionescu (Rumänien)
- Sandra Kalniete (Lettland)
- Robert Kostro (Polen)
- Zoltán Maruzsa (Ungarn)
- Marcela Sălăgean (Rumänien)
- Gentiana Sula (Albanien)
- László Szarka (Ungarn)
- Kazimierz Michał Ujazdowski (Polen)

### Wissenschaftlicher Rat
Der wissenschaftliche Beirat setzt sich aus Historikern und Sozialwissenschaftlern zusammen. Der Beirat formuliert Vorschläge zu künftigen Forschungsrichtungen und Forschungsaufgaben. Es ist bei der Bewertung von wissenschaftlichen Projekten beteiligt, repräsentiert
das Netzwerk auf Tagungen und Wissenschaftssitzungen und evaluiert die wissenschaftliche Tätigkeit des Netzwerks.
Mitglieder:
- Attila Pók (Ungarn) – Vorsitzender
- Peter Haslinger (Deutschland)
- Constantin Hlihor (Rumänien)
- Viliam Jablonický (die Slowakei)
- Csaba Gy. Kiss (Ungarn)
- Róbert Letz (die Slowakei)
- Andrzej Nowak (Polen)
- Dariusz Stola (Polen)
- Răzvan Theodorescu (Rumänien)
- Stefan Troebst (Deutschland)
- Oldřich Tůma (Tschechien)